# 中国农工民主党中央委员会

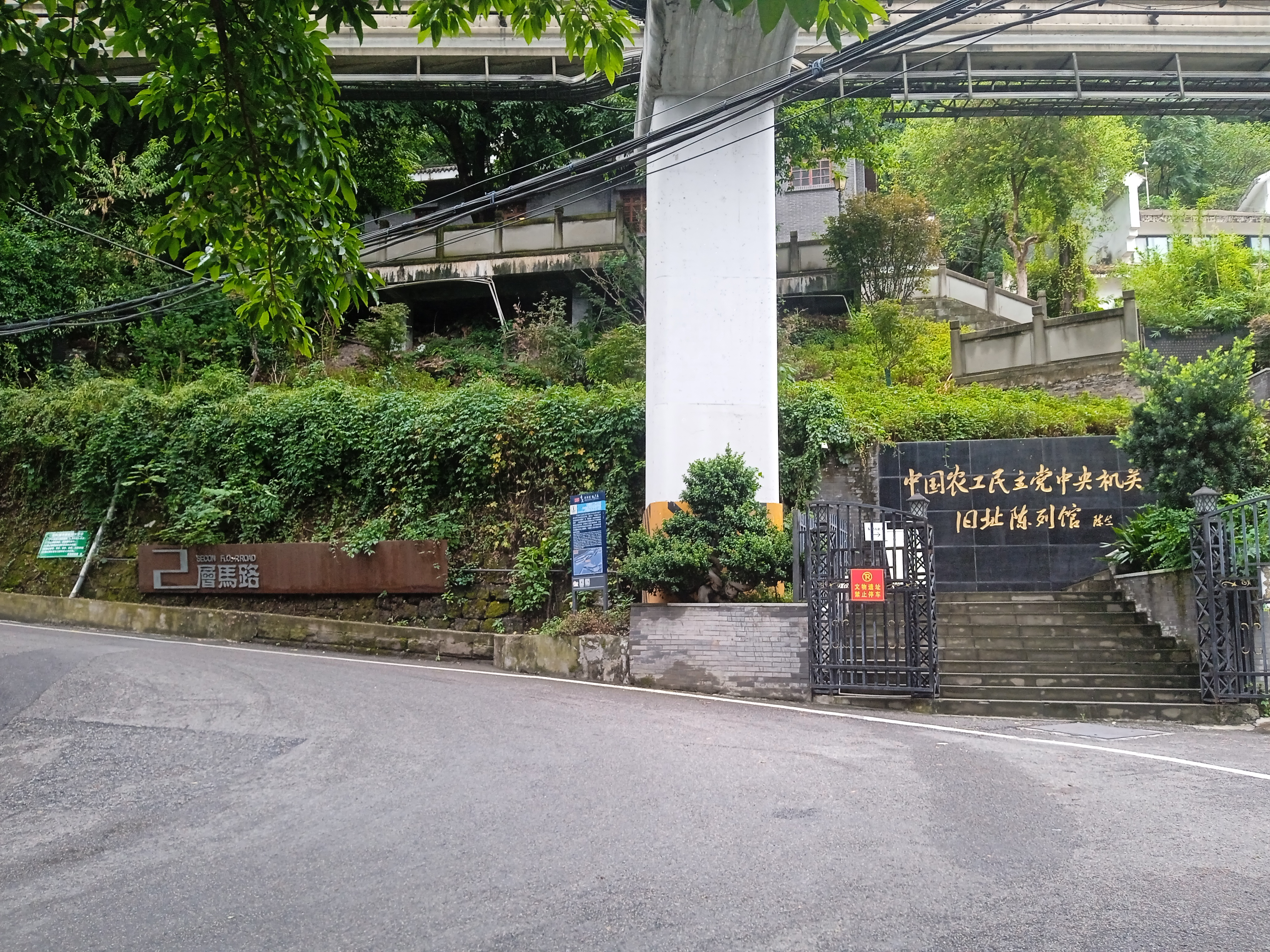
中国农工民主党早期中央机关位于重庆的旧址

中国农工民主党中央委员会，简称农工党中央，是中国农工民主党全国代表大会选举产生的中央领导机构。农工党中央机关分设办公厅、组织部、宣传部、社会服务部、参政议政部、研究室等6个职能部室。主办有中央机关刊物《前进论坛》杂志。

## 历届农工党中央

### 第十六届中央委员会（2017年11月－2022年12月）
- 主席：陈竺
- 常务副主席：何维
- 副主席：姚建年、杨震、朱静芝、蔡威、龚建明、曲凤宏、王路、焦红、于文明
- 秘书长：曲凤宏
- 常务委员：于文明、于鲁明（-2022年4月）、马立群、马光瑜、马延和、王路、王正荣、王金南、王宝山、云治厚、牛立文、邓蓉玲、史可、曲凤宏、吕忠梅、朱静芝、刘献祥、寿子琪、杜黎明、李朋德、李思进、杨震、杨玉华、杨关林、杨鸿生、何维、沈中阳、张全、张光奇、张灼华、张周平、陈竺、陈子江、罗建红、周健民、孟庆才、赵进才、段青英、姚建年、秦海涛、顾晋、高体健、郭天康、郭春景、龚建明、隋路、蒋和生、蒋建东、焦红、蔡威、戴秀英

### 第十七届中央委员会（2022年12月－）
- 主席：何维（第十四届全国人大常委会副委员长）
- 常务副主席：杨震（第十四届全国政协副主席）
- 副主席：王路、焦红、吕忠梅、杨关林、但彦铮、张全、王金南、徐涛、邓蓉玲
- 秘书长：邓蓉玲
- 常务委员：马立群、马延和、王昆、王路、王行环、王国根、王金南、王宝山、云治厚、邓蓉玲、史可、邢念增、吕忠梅、任发政、刘献祥、李思进、杨震、杨玉华、杨关林、杨金龙、杨淑丽、何维、何延政、但彦铮、张全、张甘霖、张光奇、张灼华、张宽寿、罗胜联、孟庆才、赵进才、段青英、贺泓、秦海涛、徐涛、郭天康、郭洪泉、黄红霞、曹荣、阎武、葛明华、董晨、蒋巍、蒋和生、焦红、谢京